# Saint-Aubin-lès-Elbeuf

Saint-Aubin-lès-Elbeuf este o comună în departamentul Seine-Maritime, Franța. În 1 ianuarie 2022 avea o populație de 8.429 de locuitori.